# John Stradling Thomas
Sir John Stradling Thomas  (* 10. Juni 1925 im District of Carmarthen, Dyfed, Wales; † 29. März 1991 in London) war ein britischer Politiker der Conservative Party, der unter anderem von 1970 bis 1991 Mitglied des Unterhauses (House of Commons), zwischen 1979 und 1983 Treasurer of the Household sowie von 1983 bis 1995 Staatsminister im Ministerium für Wales war.

## Leben
John Stradling Thomas, Sohn von Thomas Roger Thomas und dessen Ehefrau Catherine Delahay Thomas, absolvierte nach dem Besuch der Rugby School ein Studium der Tiermedizin an der University of London und arbeitete danach wie bereits sein Vater als Tierarzt, ehe er eine Tätigkeit als Farmer begann. Bei der Unterhauswahl am 15. Oktober 1964 kandidierte er für die Conservative Party im Wahlkreis „Aberavon“ erstmals für ein Mandat im Unterhaus, unterlag allerdings dem Wahlkreisinhaber John Morris von der Labour Party. Bei der darauf folgenden Unterhauswahl am 31. März 1966 bewarb er sich für die Konservativen im Wahlkreis „Cardiganshire“ wieder für ein Mandat im House of Commons, wobei er dieses Mal gegen den Kandidaten der Labour Party, Elystan Morgan, verlor.
Bei der Unterhauswahl am 18. Juni 1970 wurde Stradling Thomas für die Konservativen als Nachfolger Donald Anderson im Wahlkreis „Monmouth“ erstmals zum Mitglied des Unterhauses (House of Commons) gewählt und vertrat die Interessen dieses Wahlkreises nach seinen Wiederwahlen am 28. Februar 1974, 10. Oktober 1974, 3. Mai 1979, 9. Juni 1983 und am 11. Juni 1987 fast 21 Jahre lang bis zu seinem Tode am 29. März 1991, woraufhin Huw Edwards von der Labour Party die Nachwahl am 16. Mai 1991 in diesem Wahlkreis gewann. Zu Beginn seiner Parlamentszugehörigkeit fungierte er vom 1. Januar 1971 bis zum 1. Januar 1973 zunächst als Assistierender Parlamentarischer Geschäftsführer und danach zwischen dem 1. Januar 1973 und dem 1. Januar 1974 als Parlamentarischer Geschäftsführer (Whip) im Schatzamt (HM Treasury). Nach der Niederlage der Conservative Party bei der Wahl am 28. Februar 1974 fungierte er zwischen 1974 und 1979 als Parlamentarischer Geschäftsführer der oppositionellen Tory-Fraktion.
Nachdem die Konservativen die Wahl vom 6. Mai 1979 gewonnen hatte, übernahm John Stradling Thomas vom 6. Mai 1979 bis zu seiner Ablösung durch Anthony Berry am 16. Februar 1983 die Funktion als stellvertretender Parlamentarischer Hauptgeschäftsführer (Deputy Chief Whip) seiner Fraktion und zugleich als Treasurer of the Household. Er selbst übernahm im Anschluss vom 17. Februar 1983 bis zum 14. Juni 1985 das Amt als Staatsminister im Ministerium für Wales (Welsh Office). Für seine Verdienste wurde er am 26. November 1985 als Knight Bachelor nobilitiert, wodurch er fortan das Prädikat „Sir“ führte. Zuletzt war er im Unterhaus zwischen dem 26. Februar 1986 und dem 15. Mai 1987 Mitglied des Ausschusses für Handel und Industrie sowie vom 17. Juni 1987 bis zum 29. Juni 1991 Mitglied des Ausschusses für Wales.
Aus seiner 1957 geschlossenen und 1982 aufgelösten Ehe mit Freda Rhys Evans gingen zwei Kinder hervor.